# Tre Valli Varesine 1926
La Tre Valli Varesine 1926, ottava edizione della corsa, si svolse il 30 maggio 1926. La vittoria fu appannaggio dell'italiano Mario Bonvicini il quale precedette i connazionali Roberto Lorenzetti e Aleardo Simoni.

## Ordine d'arrivo (Top 5)
| Pos. | Corridore          | Squadra | Tempo |
| ---- | ------------------ | ------- | ----- |
| 1    | Mario Bonvicini    | -       | ?'    |
| 2    | Roberto Lorenzetti | -       | ?     |
| 3    | Aleardo Simoni     | -       | ?     |
| 4    | Virgilio Poletti   | -       | ?     |
| 5    | Carlo Milani       | -       | ?     |